# Ernst Lucht (Baumeister)
Ernst Lucht (* 23. Dezember 1871 in Kolberg; † 16. April 1934 in Greifswald) war ein deutscher Architekt und preußischer Baubeamter.

## Leben
Lucht wurde als Sohn eines Maschinenbau-Ingenieurs in Kolberg geboren. Es besuchte das Dom- und Realgymnasium Kolberg, das er 1891 mit dem Abitur abschloss. Anschließend studierte er Architektur und Bauwissenschaften an der Technischen Hochschule Charlottenburg. Während seines Studiums wurde er Mitglied im Akademischen Verein Motiv. Nach dem anschließenden Referendariat wurde Lucht 1900 zum Regierungsbaumeister (Assessor) ernannt und nach Kassel beordert. 
1904 wurde er an die Universität Greifswald versetzt. Lucht war hier als akademischer Baumeister 30 Jahre lang Vorsteher des Universitätsbauamts. Unter seiner Leitung wurden folgende Universitätsgebäude errichtet:
- das Chemische Institut
- die Nervenklinik
- die Kinderklinik
- das Säuglingsheim an der Kinderklinik
- die Infektionsstation der Medizinischen Klinik
- die Hautklinik
- die Universitätsturnhalle.

Beratend wirkte Lucht mit beim Bau des Stadttheaters, der Stadthalle und der Sportplatzanlage der Stadt.
1904 wurde ihm der Preußische Kronenorden IV. Klasse verliehen. 1910 erhielt er die Ehrendoktorwürde der Medizinischen Fakultät der Universität Greifswald. 1925 wurde er zum Ehrenbürger der Stadt Greifswald ernannt. 1913 wurde ihm der Titel Baurat verliehen, 1929 der Titel Regierungsbaurat. 1933 wurde er zum Ehrensenator der Universität Greifswald ernannt. In der Begründung hieß es:
„Beim Abschluß seiner während dreier Jahrzehnte ausgeübten Leitung der Bauverwaltung unserer Universität danken wir ihm für alles, was er uns gewesen ist. Über das Maß einer mit Geschick und Erfolg geführten amtlichen Tätigkeit hinaus hat er mit Rat und Tat das Gedeihen unserer Universität und zahlreicher ihrer Einrichtungen gefördert und gesichert. Seine im Dienst zugezogene schwere Erkrankung hat ihn nie gehindert, mit weitem Blick für die künftige Entwicklung der Universität den Boden zu bereiten. So wird seine Arbeit auf lange Jahre hinaus unsere Arbeit ermöglichen und erleichtern. Sein Wirken bleibt der Universität Greifswald unvergeßlich verbunden.“
Zum 1. Januar 1934 trat er aus gesundheitlichen Gründen in den Ruhestand. Er starb im April desselben Jahres und wurde auf dem Alten Friedhof beigesetzt. 

## Schriften
- Die neue Hautklinik der Universität Greifswald. Ratsbuchhandlung L. Bamberg, Greifswald 1929.
- Die Universität Greifswald. Hundert Bilder von ihren Bauten, Geschichts- und Kunstdenkmälern aus der Stadt Greifswald und ihrer Umgebung. Lindner, Düsseldorf 1930.